# Minkovice (železniční zastávka)
Minkovice jsou železniční zastávka v obci Minkovice (části Višňové) na trati Liberec–Zawidów. Zastávka je situována v jižních partiích obce severně od železničního přejezdu, na němž zmíněnou trať křižuje silnice z Kunratic do Višňové.

## Provoz
Na zastávce zastavují osobní vlaky linky L6 Liberec – Frýdlant v Čechách – Černousy. Zastávka je na znamení.

## Turistické trasy
Jižně od zastávky prochází turistická trasa nazvaná „Pašerácká naučná stezka“.